# 방문규
방문규(方文圭, 1962년 2월 26일 ~ )는 대한민국의 경제 관료 출신 정치인이다. 기획재정부 제2차관, 보건복지부 차관, 제21대 한국수출입은행장, 국무조정실장, 제7대 산업통상자원부 장관을 역임했다.

## 생애
1984년 서울대학교 재학 중 행정고시 28회에 합격하여 공직에 입문했다. 1988년 8월 공군 장교로 임관해 1991년 7월 중위로 전역했다. 국세청과 재무부 세제실에서 사무관으로 근무했고, 기획예산처 재정정책과장을 역임했으며, 보수와 진보 정부 모두에서 두루 중용되었다.
2006년 노무현 정부 청와대 대통령비서실 행정관으로 근무하며 노무현 정부의 국가발전 장기계획이던 《비전 2030》을 기획 및 설계했다.
이명박 정부 시절에는 2009년 농림수산식품부 식품유통정책관으로서 한식세계화를 추진했고, 2010년 기획재정부 성과관리심의관과 대변인, 2011년 사회예산심의관, 2012년 예산총괄심의관을 역임했다. 
2013년 박근혜 정부 출범 초기 예산총괄심의관으로 있으면서 당시 공석이던 예산실장 역할을 맡아 사상 두번째로 큰 규모의 추가경정예산 편성 작업을 성공적으로 진행했다. 예산실장에 오른 뒤에도 박근혜 대통령의 대선 공약에 대한 이행 계획인 일명 '공약 가계부'를 만들어, 역대 정부에서 처음으로 공약 이행에 대한 구체적인 재정 계획을 세웠다. 
2014년 7월 기획재정부 제2차관에 올랐다. 합리적이고 유연한 업무스타일로 직원들의 신망이 두텁다고 평가된다. 2015년 10월 보건복지부 차관이 되었다.
2018년 김경수 경상남도지사 직속의 경제혁신추진위원회 위원장에 선임되었다. 김경수 도지사는 방 위원장에 대해 "기획재정부 예산실장과 보건복지부 차관을 지낸 경제전문가이며, 포용적 성장에 대한 깊은 이해를 가진 분"이라고 소개하며, "최초의 25년 국가 장기계획이던 참여정부의 '비전 2030'을 기획하고 설계해 경남 경제혁신과 장기비전 구상에도 큰 역할을 할 것"이라고 덧붙였다.
2019년 10월 29일 문재인 대통령에 의해 한국수출입은행장으로 임명되었고, 11월 1일 취임하였다. 한국수출입은행장 시절 코로나19 피해 중소·중견기업의 위기 극복을 위해 1354개 기업에 약 14조 원을 지원했고, 문재인 대통령의 공약이었던 노조추천 이사제를 금융권 최초로 도입하였다.
2022년 6월 윤석열 정부의 국무조정실장으로 임명되었다. 2023년 9월 20일 산업통상자원부 장관으로 임명되었고, 규제 완화를 통한 수출 확대, 첨단산업 초격차 전략, 에너지 믹스 재정립과 원전 생태계 복원을 3대 핵심 정책방향으로 제시했다.

## 학력
- 1978~1981년: 수성고등학교 졸업
- 1981~1985년: 서울대학교 영어영문학과 학사
- 1994~1995년: 하버드 대학교 행정대학원 행정학 석사
- 2005~2009년: 성균관대학교 대학원 행정학 박사

## 경력
- 1984년 12월: 제28회 행정고시 합격
- 1985년: 국세청(사무관)
- 재무부 세제실 국제조세과
- 1997년: 재무부 국고국 회계총괄과(서기관)
- 기획재정부 예산실 통상과학예산담당관실
- 기획재정부 경제예산국 농림해양예산과
- 1999년: 기획재정부 예산실 예산총괄과
- 기획재정부 재정기획실 산업재정과 과장
- 기획재정부 재정기획실 균형발전재정총괄과 과장
- 기획재정부 재정전략실 재정정책과 과장
- 2006년: 대통령 비서실 행정관
- 2008년: 미국 국제부흥개발은행(IBRD) 파견
- 2009년 1월: 농림수산식품부 식품산업본부 식품산업정책단 단장
- 2009년 4월: 농림수산식품부 식품유통정책관
- 2010년 5월~2010년 12월: 기획재정부 재정정책국 성과관리심의관
- 2010년 12월~2011년 7월: 기획재정부 대변인
- 2011년 7월~2012년 1월: 기획재정부 예산실 사회예산심의관
- 2012년 1월~2013년 4월: 기획재정부 예산실 예산총괄심의관
- 2013년 4월~2014년 7월: 기획재정부 예산실 실장
- 2014년 7월~2015년 10월: 기획재정부 제2차관
- 2015년 10월~2017년 6월: 보건복지부 차관
- 강원연구원 자문위원회 복지 자문위원
- 2017년~2019년 10월: 고려대학교 융합연구원 석좌 교수
- 2018년 7월: 경상남도 경제혁신추진위원회 위원장
- 2018년 12월~2019년 10월: 농협금융지주 사외이사
- 2019년 6월~2022년 6월: 계원예술대학교 이사(개방)
- 2019년 11월~2022년 6월: 제21대 한국수출입은행 은행장
- 2022년 6월~2023년 8월: 제7대 국무조정실장
- 2022년 6월~2023년 7월: 자치분권위원회 자치혁신 분과위원회 위원
- 2022년 6월: 대통령직속 일자리위원회 당연직 위원
- 2022년 6월~2024년 1월: 대통령 직속 국가지식재산위원회 당연직 위원
- 2022년 6월~2022년 8월: 대통령 직속 4차산업혁명위원회 정부위원
- 2022년 6월~2024년 1월: 2050 탄소중립녹색성장위원회 당연직 위원
- 2022년 7월~2023년 8월: 국민통합위원회 당연직 위원
- 2023년 7월~2024년 1월: 대통령 직속 지방시대위원회 당연직위원
- 2023년 9월~2024년 1월: 산업통상자원부 장관
- 2023년 9월~2024년 1월: 대통령직속 국가생명윤리심의위원회 정부위원
- 2023년 9월~2024년 1월: 국회의장 직속 경제외교자문위원회 정부위원
- 2024년 1월~2024년 10월: 국민의힘 입당
- 2024년 3월~2024년 4월: 국민의힘 4·10 총선 중앙선거대책위원회 격차해소 특별위원회 공동부위원장(소상공인)
- 2024년 3월~2024년 4월: 제22대 총선 국민의힘 경기도당 선거대책위원회 남부권총괄본부장
- 2024년 6월~2024년 10월: 국민의힘 경기도당 수원시 병 당원협의회 위원장
- 국민의힘 경기도당 정책개발본부 정책기획위원장
- 2024년 10월~2025년 5월: 주인도네시아대한민국대사관 대사 내정자
- 2025년 5월~2025년 6월: 제21대 대통령 선거 국민의힘 김문수 대통령 후보 경기도 선거대책위원회 공동선거대책위원장

## 역대 선거 결과
| 실시년도 | 선거   | 대수 | 직책     | 선거구         | 정당     | 득표수   | 득표율          | 순위 | 당락 | 비고 |
| -------- | ------ | ---- | -------- | -------------- | -------- | -------- | --------------- | ---- | ---- | ---- |
| 2024년   | 총선   | 22대 | 국회의원 | 경기 수원시 병 | 국민의힘 | 51,897표 | \| \| 44.58% \| | 2위  | 낙선 |      |
|          | 44.58% |      |          |                |          |          |                 |      |      |      |